# Zvi Heifetz
Zvi Heifetz (em hebraico:  צבי חפץ) (1956) é um diplomata de Israel que atualmente é o embaixador de Israel na República Popular da China. Foi embaixador de Israel no Reino Unido (de 2004 a 2007), na Áustria (de 2013 a 2015) e na Rússia (de 2015 a 2017).
Nascido em Tomsk, RSFs da Rússia, Heifetz mudou-se para Israel aos 14 anos de idade. Passou 7 anos com os Serviços Secretos de Israel e formou-se como major no Exército de Israel. É formado em Direito pela Universidade de Tel Aviv e é membro da Ordem dos Advogados de Israel.
Heifetz tornou-se vice-presidente do Grupo Maariv em 1999 e presidente da Hed-Arzi Music Production Company e da Tower Records, Israel em 2001.
Em 1989, Heiftetz serviu como um dos primeiros diplomatas de Israel na Embaixada dos Países Baixos em Moscovo, e em 1997 trabalhou como consultor jurídico externo do Gabinete do Primeiro Ministro ("Nativ") em assuntos relacionados com a antiga União Soviética. Desde 2003 Heifetz é consultor e porta-voz do Ministério da Defesa que lida com a comunicação social em língua russa.